# Pâtisserie marocaine
La pâtisserie marocaine regroupe l'ensemble des pâtisseries traditionnelles issues de la cuisine marocaine . Ces pâtisseries très variées sont en majeure partie réalisées à base d'amandes et de miel et sont généralement accompagnées par du thé à la menthe.

## Pâtisseries
Ci-après quelques pâtisseries marocaines parmi les plus célèbres (celles-ci peuvent également être réalisées ailleurs au Maghreb ou dans le monde arabe mais avec des variantes ou des appellations différentes) :
- Baghrir
- Bechkito
- Chebakia (ou mkharqa)
- Cornes de gazelles (Kaab el ghzal)
- Feqqas
- Pastilla au lait (ou johara)
- Sellou (Sfouf)
- Sfendj
- Briouates (triangles aux amandes)

## Galerie

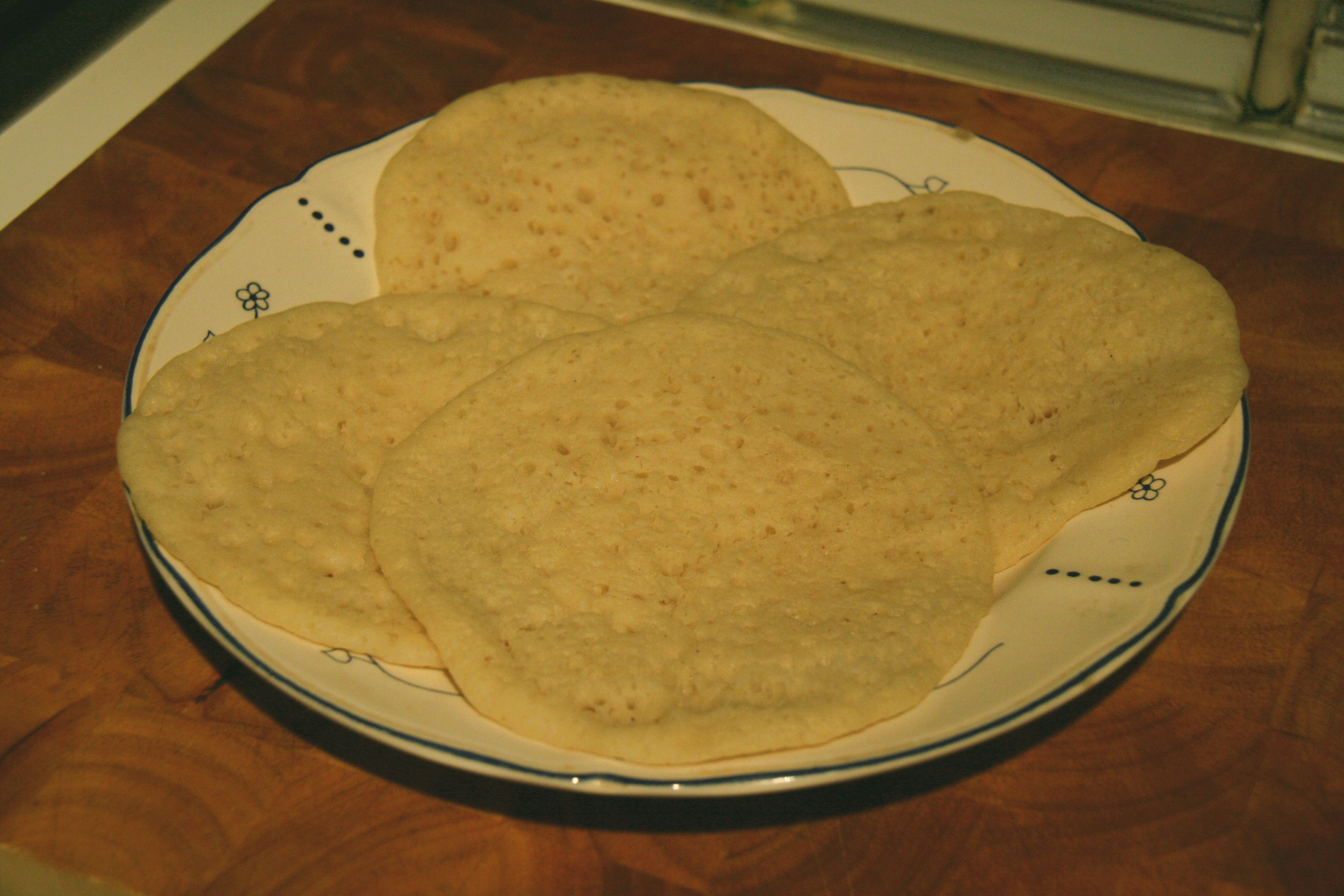
Baghrir
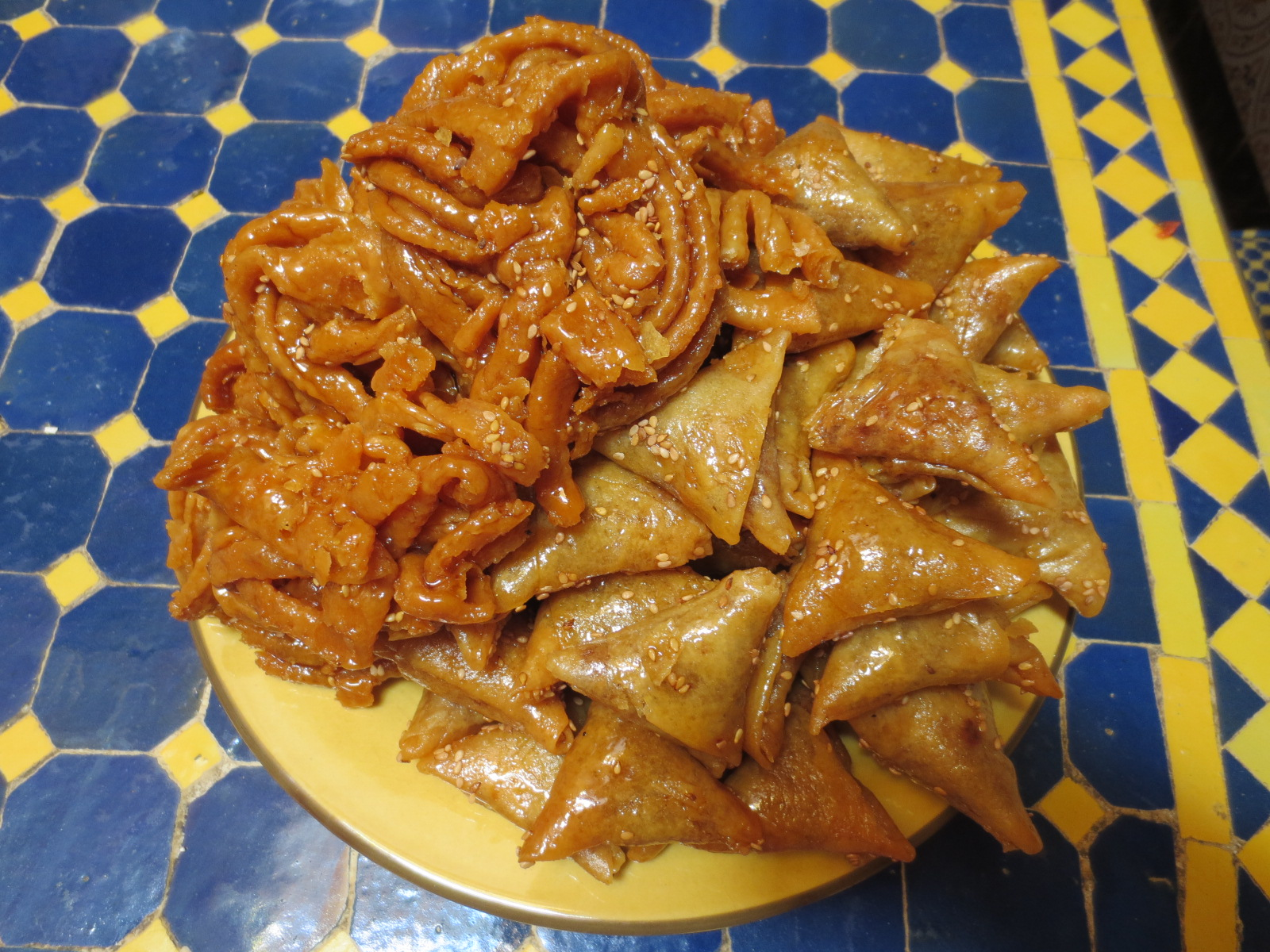
Chebakia à gauche, Briwate à droite connus pour leurs formes triangulaire
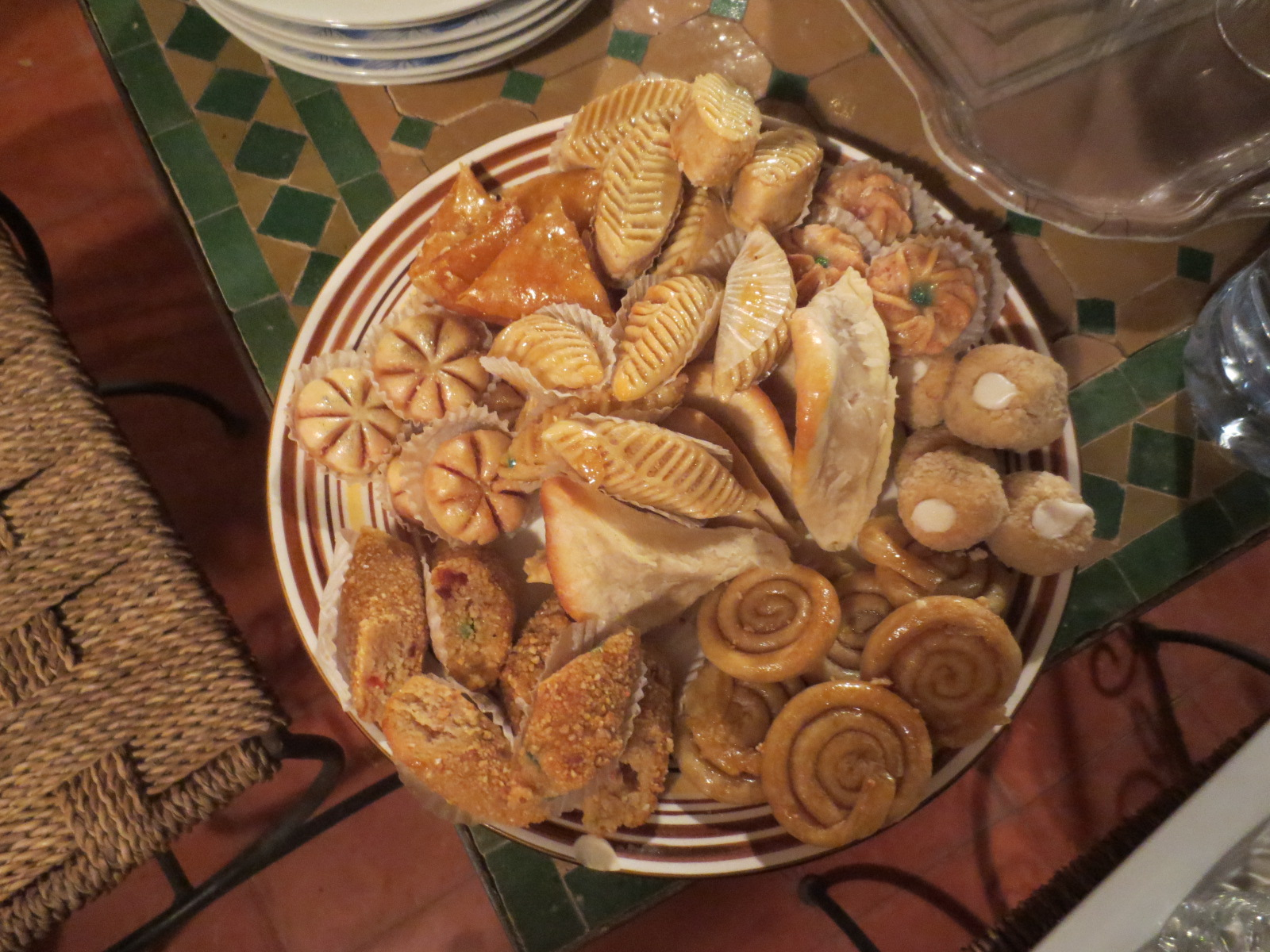
Mélange de Kaab el ghzal (en haut), Feqqas et 'Mhancha (sous forme d'escargot)
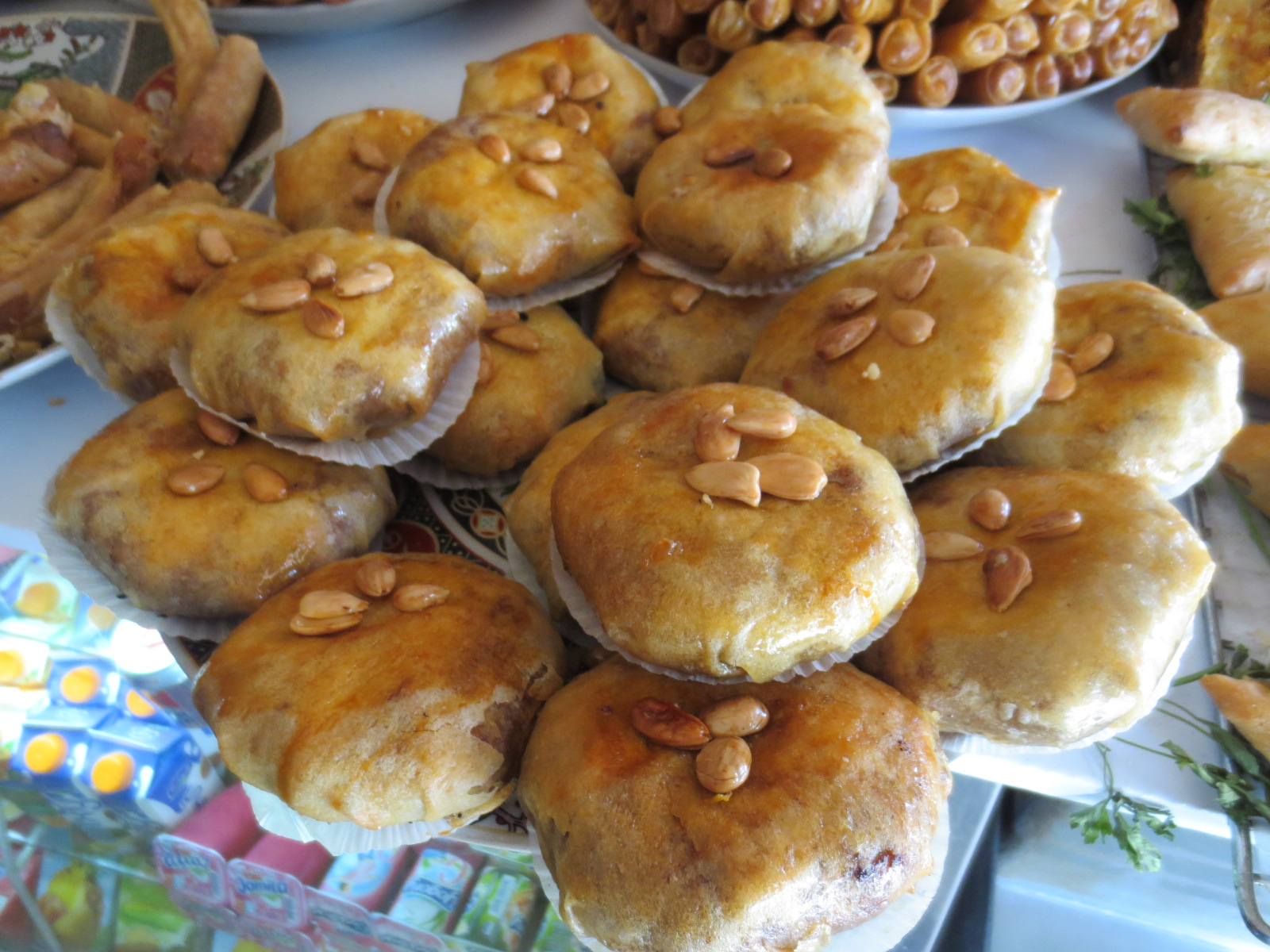
Pastilla, plat sucré ou salé fait de viande enrobée avec de la pâte, qui est aussi considéré comme une pâtisserie
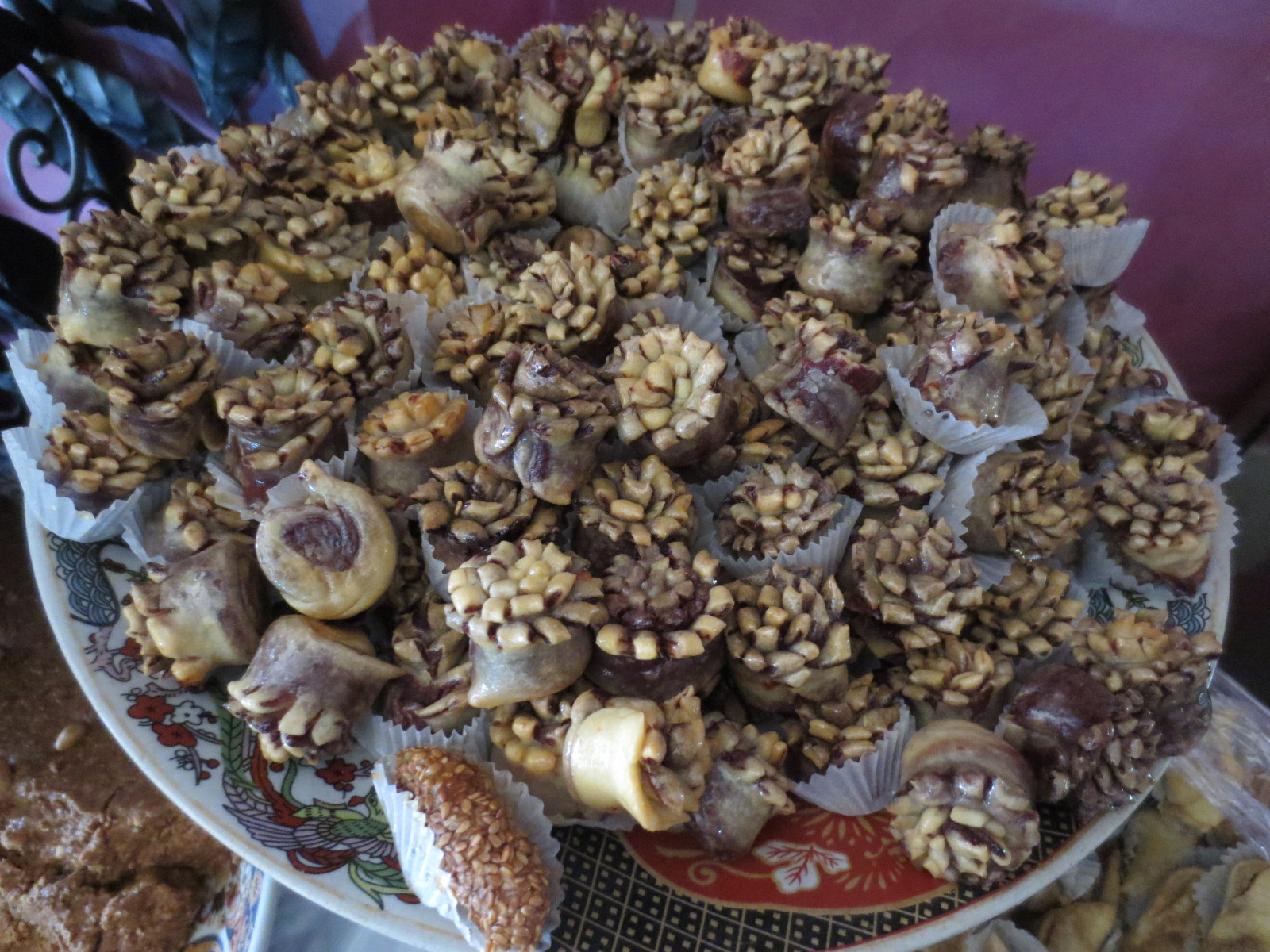
Les gâteaux d'amandes marocains peuvent prendre plusieurs formes selon la région et selon le pâtissier
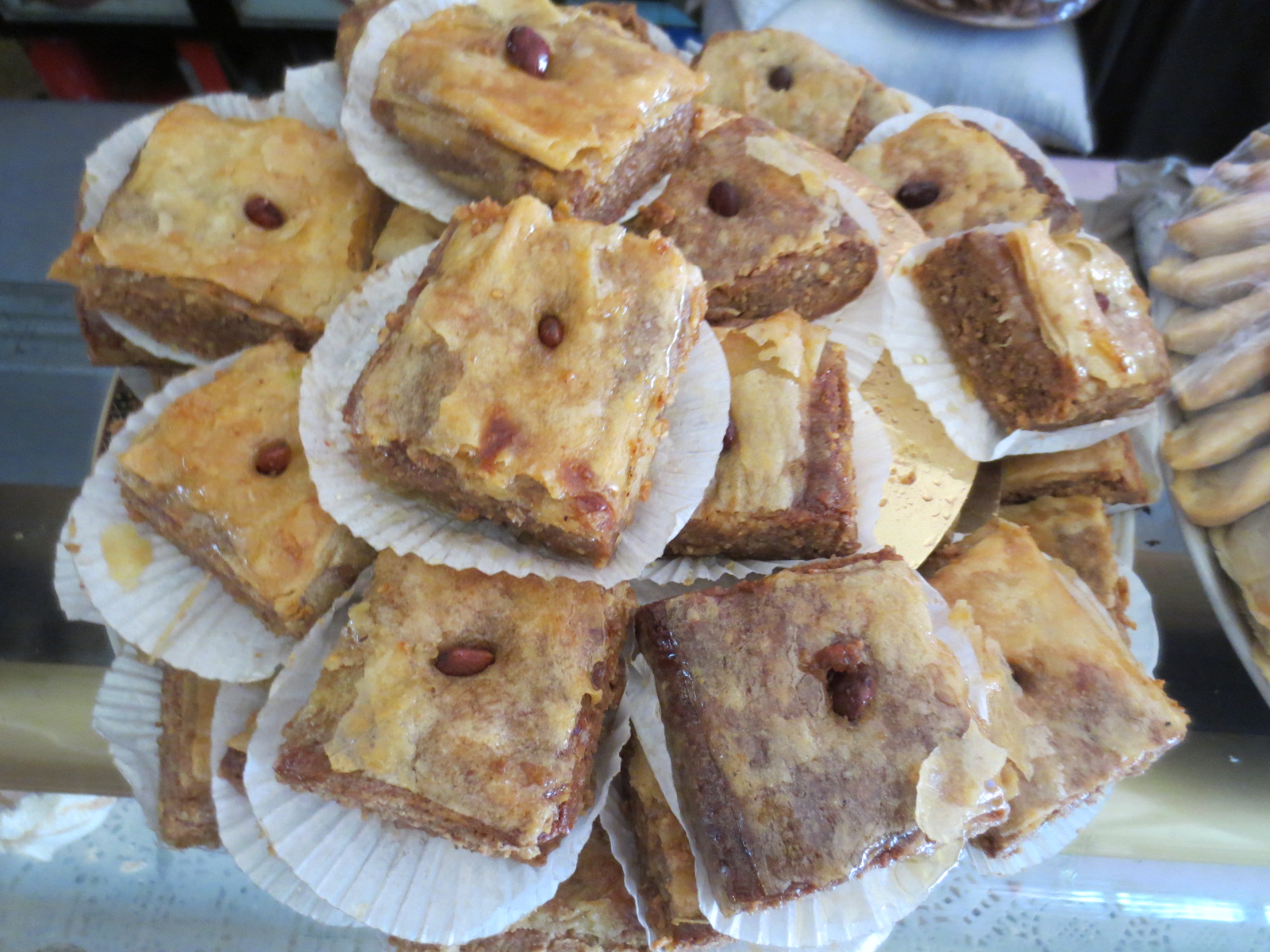
Baklava
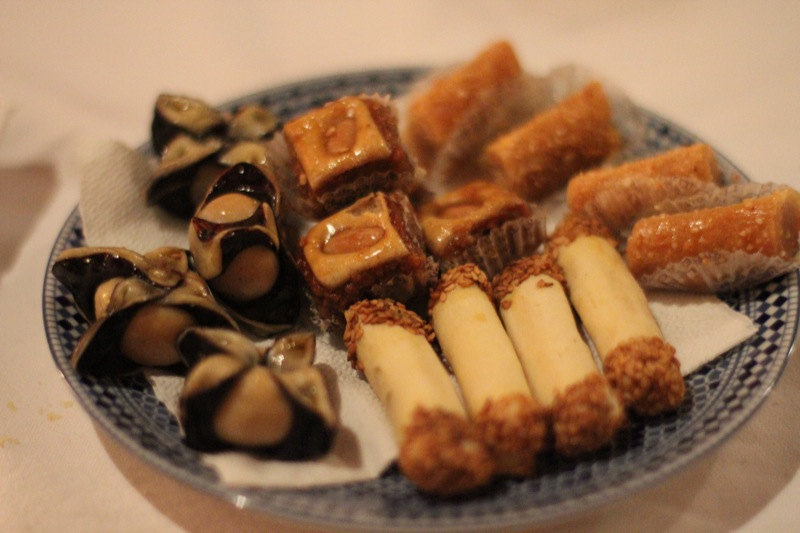
Divers gâteaux d'amandes,
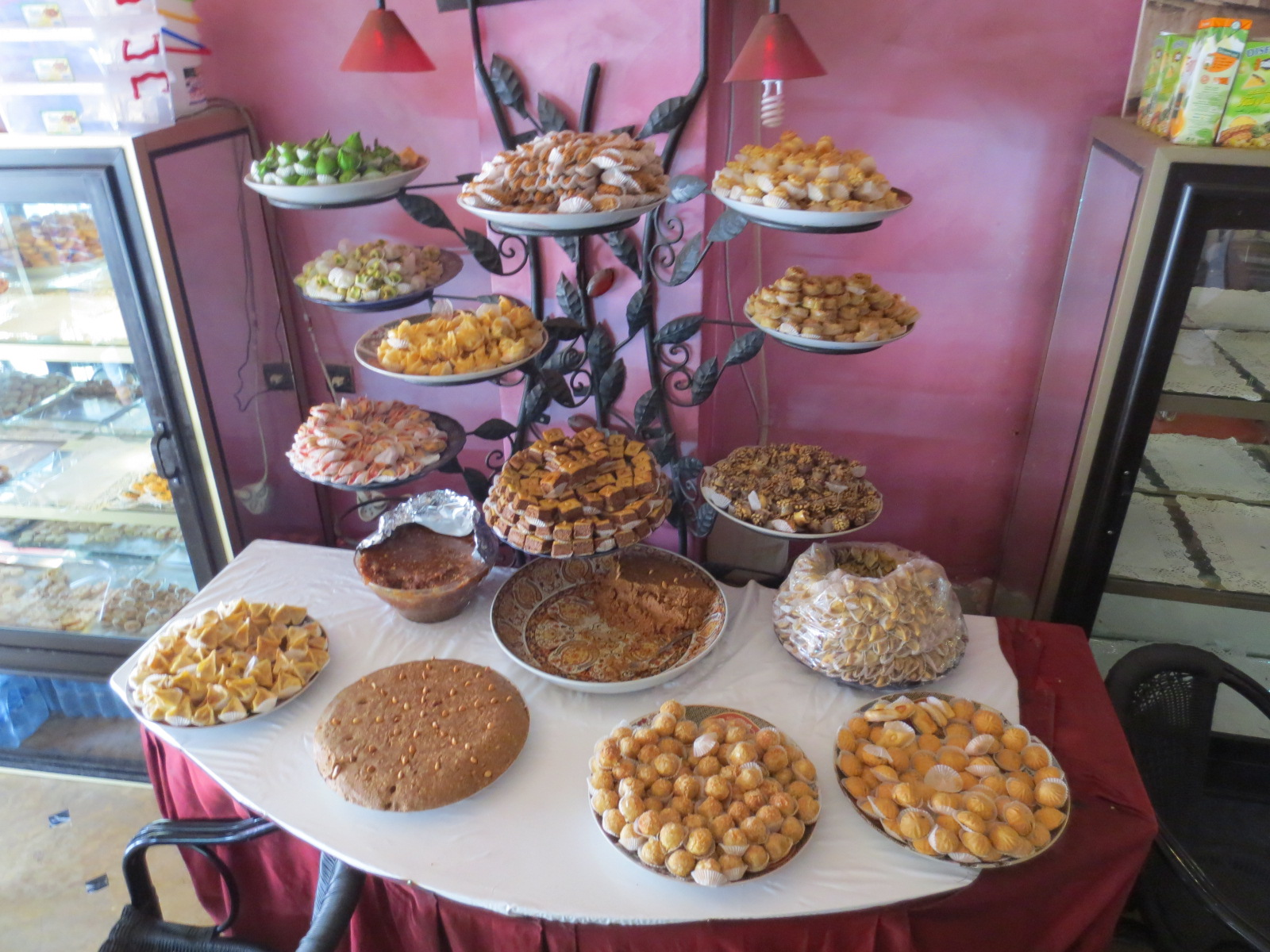
Sellou en marron, avec quelques genres de ghrybia
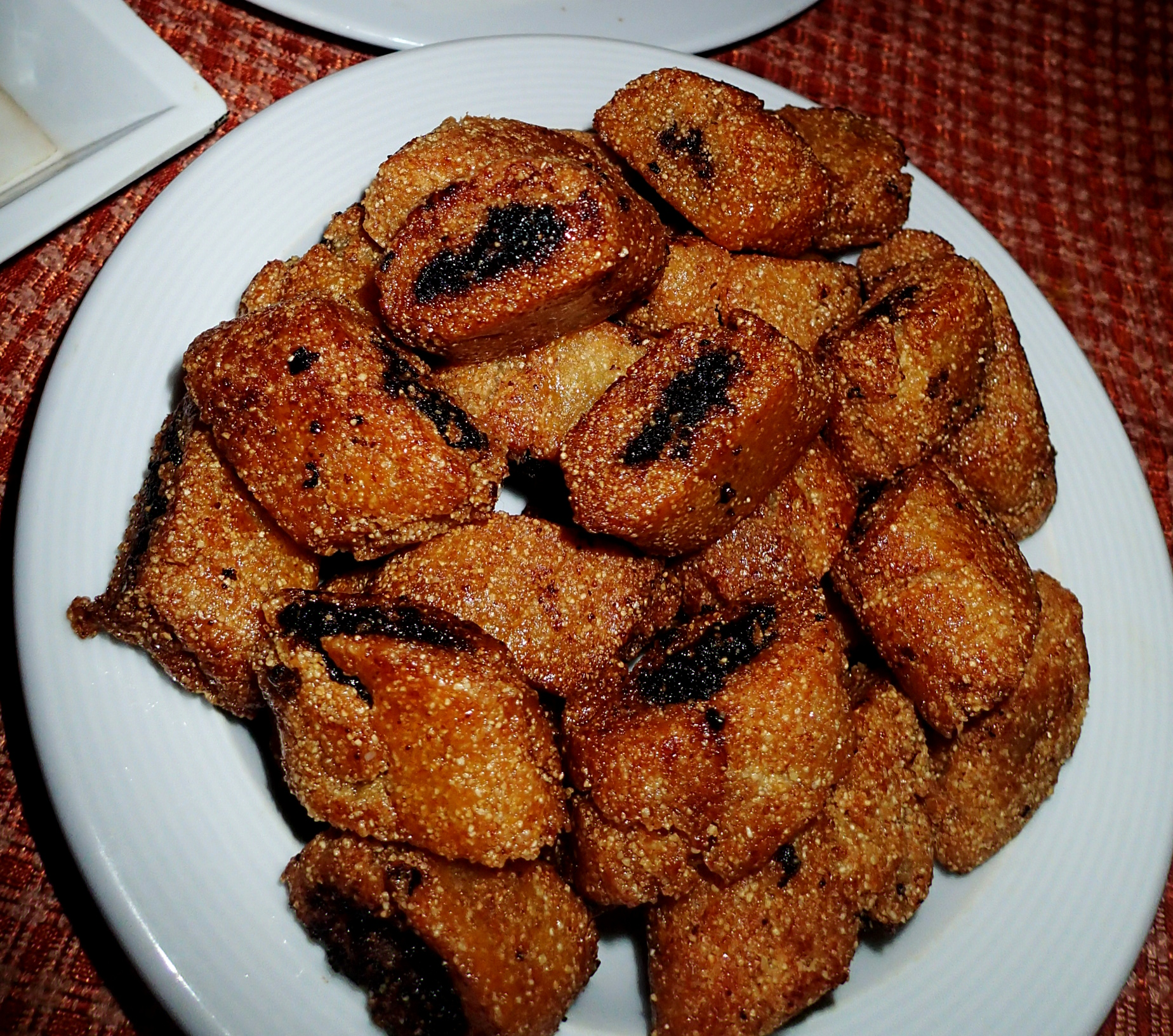
Makroude